# Battaglia di Langfang
La battaglia di Langfang fu combattuta presso l'omonima città cinese tra il 12 e il 18 giugno 1900, durante la rivolta dei Boxer, tra le truppe dell'Alleanza delle otto nazioni e l'esercito cinese dei Qing, coadiuvato dai ribelli Boxer.
Per soccorrere gli occidentali intrappolati nell'assedio delle legazioni di Pechino, l'ammiraglio britannico Edward Hobart Seymour organizzò una spedizione militare congiunta con le altre potenze presenti in Cina, che da lui prese il nome. La spedizione Seymour, messasi in marcia verso Pechino, procedette molto lentamente e con difficoltà, venendo infine respinta dai cinesi con una serie di massicci attacchi presso Langfang.
Seymour, battuto, fu costretto a ritirarsi verso Tientsin. Per soccorrere le legazioni di Pechino dovette essere organizzata un'altra offensiva, la spedizione Gaselee, che partì da Tientsin nell'agosto successivo.

## Antefatti
I Boxer, ribelli xenofobi e anticristiani, tra il 1899 e il 1900 si impossessarono di vaste aree dell'impero cinese, compiendo massacri di cinesi cristiani e di stranieri. Nella prima metà del 1900 i Boxer cominciarono a convergere verso Pechino e Tientsin, le città in cui si concentrava maggiormente la presenza degli stranieri occidentali. In grave pericolo risultò quindi il quartiere delle legazioni internazionali di Pechino, dove si rifugiarono circa un migliaio di persone tra civili, diplomatici e militari occidentali, più diverse migliaia di cristiani cinesi.
Intrappolati ormai in un vero e proprio assedio delle legazioni con la connivenza della dinastia Qing, gli stranieri di Pechino chiesero aiuto alle truppe presenti sulla costa cinese. L'ammiraglio Edward Hobart Seymour organizzò allora in tutta fretta una spedizione per soccorrere le legazioni di Pechino, raccogliendo più di 2000 uomini di varie nazionalità e mettendosi subito in marcia verso la capitale cinese partendo da Tientsin. La spedizione partì il 10 giugno 1900; nonostante i rapporti che testimoniavano vaste distruzioni di ferrovie operate dai Boxer, Seymour organizzò cinque convogli per portare le proprie truppe. Fin troppo ottimisticamente venne stimato l'arrivo a Pechino già il giorno successivo, ma presto la ferrovia divenne inagibile e i treni furono costretti a procedere con estrema lentezza mentre i tratti danneggiati dai Boxer venivano riparati strada facendo.

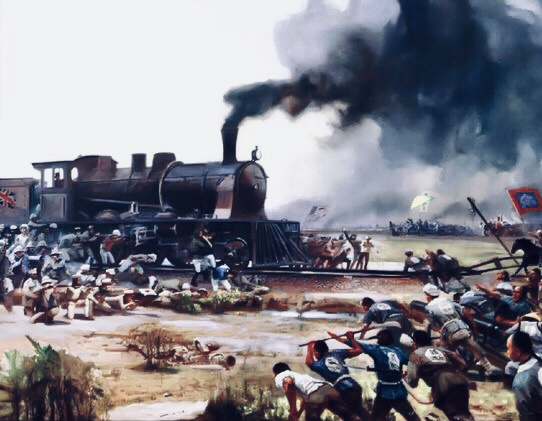
I Boxer attaccano i soldati intenti a riparare la ferrovia in un'immagine d'epoca

## La battaglia
Il 12 giugno la spedizione giunse vicino alla città di Langfang, a 60 km da Pechino, dove cominciarono gli attacchi cinesi. Il primo attacco fu respinto senza grosse perdite, ma la spedizione si dovette fermare, perché non era più sicuro riparare la ferrovia in tali condizioni. Imbottigliata tra la ferrovia interrotta e il fiume Hai He, l'armata delle otto nazioni non poté più avanzare, e per alcuni giorni si limitò a respingere i continui attacchi dei Boxer, che cercavano di fiaccare lo schieramento occidentale.
Constatata l'inservibilità dei treni, Seymour tentò di organizzare la risalita del fiume Hai He via nave, ma nuovi attacchi cinesi impegnarono le truppe occidentali (soprattutto il contingente tedesco), mentre il 14 giugno una pattuglia italiana guidata da Vincenzo Rossi fu trucidata dai ribelli. Per la sua morte eroica, Rossi ricevette la medaglia d'oro al valor militare, mentre altri tre caduti la medaglia d'argento al valor militare.
Il 18 giugno era ormai chiaro che non c'era modo di procedere verso Pechino, e Seymour decise di ritirarsi verso Tientsin, che tuttavia nel frattempo era a sua volta sotto assedio.

## Conseguenze
La colonna Seymour, continuamente attaccata dai ribelli cinesi, non riuscì a raggiungere Tientsin e dovette asserragliarsi il 23 giugno nell'arsenale di Sigu, nell'attesa di essere a sua volta soccorsa. Durante la difficile ritirata, la spedizione Seymour subì altri 62 morti.
Una volta conclusosi l'assedio di Tientsin, venne organizzata la spedizione Gaselee per liberare sia Seymour che le legazioni di Pechino. Il generale Alfred Gaselee, partito il 4 agosto da Tientsin forte di circa 20 000 uomini, il giorno successivo liberò Seymour, mentre con la battaglia di Pechino il 15 agosto successivo fu rotto anche l'assedio delle legazioni, e i Boxer sconfitti.